# Gottfried Trachsel
Gottfried Trachsel (* 5. Oktober 1907; † 1974 in Thun, Kanton Bern) war ein Schweizer Dressurreiter.
Bei den Olympischen Spielen 1952 in Helsinki gewann er auf seinem Pferd Kursus zusammen mit Henri Chammartin und Gustav Fischer die Silbermedaille in der Mannschaftsdressur hinter Schweden. Zuvor war er bereits in der Einzeldressur gestartet, hatte dort jedoch mit dem vierten Rang einen Podestplatz knapp verpasst. Vier Jahre später gewann Trachsel bei den Reiterspielen der Olympischen Sommerspiele 1956 in Stockholm zusammen mit Chammartin und Fischer in der Mannschaftsdressur erneut eine Medaille, diesmal Bronze hinter Schweden und den punktgleichen Deutschen. In der Einzeldressur hatte er zuvor den sechsten Platz erreicht.